# 南皮利翁
南皮利翁（希臘語：Νότιο Πήλιο）是希腊色萨利大区马格尼西亚专区的市镇，行政中心为阿尔加拉斯蒂村。市镇面积为368.5平方公里，2021年人口数量为8,274人。该市镇包括皮利翁山南部。
此市镇设立于2011年地方政府改革中，由原5个市镇（其中之一为阿费泰斯）合并而成，原市镇则成为此市镇的5个市区。